# Jerry Stiller
Gerald Isaac "Jerry" Stiller, född 8 juni 1927 i Brooklyn i New York, död 11 maj 2020 i New York, var en amerikansk skådespelare och komiker.
Hans föräldrar var William Stiller, New York-född son till österrikisk-judiska invandrare, och Bella Citron, en rysk-judisk immigrant. Jerry är deras enda barn.

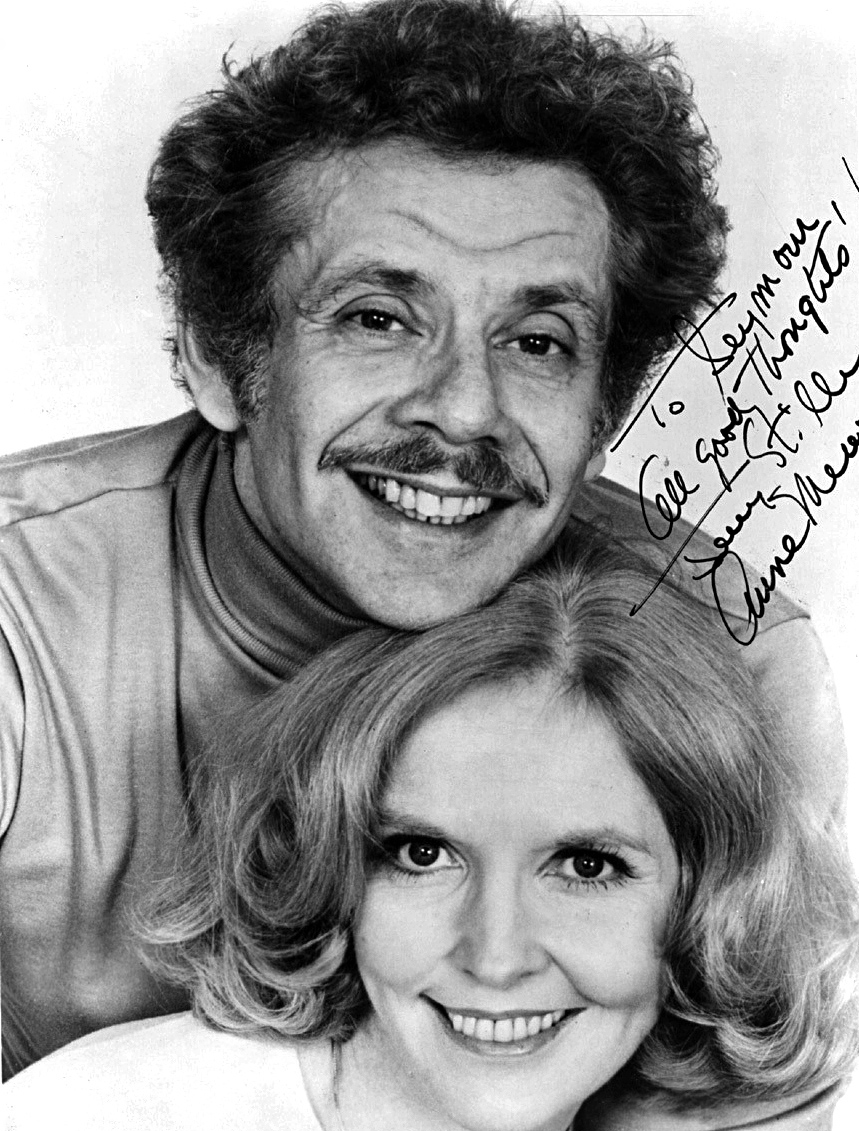
Jerry Stiller och hustrun Anne Meara cirka 1965.

Stiller var gift med Anne Meara (född 1929) från år 1954 fram till hennes död 2015. Stiller och Meara bildade under 1960- och 70-talet komikerduon Stiller & Meara. De var återkommande gäster hos The Ed Sullivan Show och The Tonight Show med Johnny Carson.
För de yngre generationerna är han mest känd som George Costanzas far "Frank Costanza" i komediserien Seinfeld. Han spelar även rollen som "Arthur Spooner" i TV-serien Kungen av Queens.
Han är far till skådespelarna Ben Stiller och Amy Stiller.

## Filmografi (urval)
- Hairspray (1988)
- En jycke i klassen (2000)
- Kungen av Queens (1998-2007)
- Zoolander (2001)
- Seinfeld (TV-serie) (1993-1998)
- The Taking of Pelham One Two Three (1974)
- The Heartbreak Kid (2007)
- Hairspray (2007)
- Ice Dreams (2009)
- Swinging with the Finkels (2010)
- The Marriage Counselor (2012)

## Teater

### Roller
| År   | Roll             | Produktion                | Regi          | Teater                          |
| ---- | ---------------- | ------------------------- | ------------- | ------------------------------- |
| 1975 | Carmine Vespucci | The Ritz Terrence McNally | Robert Drivas | Longacre Theatre, New York, USA |